# Berotha insulana
Berotha insulana är en insektsart som beskrevs av U. Aspöck och H. Aspöck 1981. Berotha insulana ingår i släktet Berotha och familjen Berothidae. Inga underarter finns listade i Catalogue of Life.